# پارک گلینیکه
پارک گلینیکه (به آلمانی: Park Klein-Glienicke) یک پارک در آلمان است که در شتگلیتس-تسهلندورف واقع شده‌است.

## میراث جهانی
این پارک در فهرست میراث جهانی یونکسو ثبت شده است.